# Bernardino Stefonio
Bernardino Stefonio ou Stefoni, en latin Stefonius, est un écrivain et jésuite italien, né à Poggio Mirteto le 8 décembre 1560, et mort à Modène le 8 décembre 1620 .

## Biographie
Né en 1560, dans la province de Sabine (États de l'Église), entra en 1580 dans la Compagnie de Jésus, et fit ses quatre vœux à Rome le 2 février 1594. S’étant appliqué avec ardeur à l’éloquence et à la poésie latine, il fut attaché comme professeur au collège romain, et c’est pendant qu’il y enseignait les belles-lettres qu’il composa des tragédies et les fit représenter avec un grand éclat et un grand succès par ses élèves, au nombre desquels on doit distinguer Gian Vittorio Rossi (Janus-Nicius Erythræus). Ces pièces lui méritèrent l’estime des littérateurs les plus célèbres de son temps, entre autres de Pietro degli Angeli, de Jacopo Mazzoni, de Guarini, du Cavalier Marin et même du Tasse. On dit dans le Dictionnaire de Moréri, dernier édit., que Stefonio, arrivé à l’âge de 58 ans, par conséquent en 1618, fut demandé à ses supérieurs par César d'Este, duc de Modène, pour être mis auprès du prince Alfonse son fils, et chargé de son instruction et de son éducation. Il y a sans doute ici erreur de personne. Alfonse avait alors 27 ans, et depuis dix ans il était marié Isabelle de Savoie de laquelle il avait au moins quatre fils vivants, les deux aînés étant âgés l’un de huit ans et l’autre de sept. Ce fut probablement de l’éducation de ces jeunes princes que l’on chargea Stefonio, ou peut-être de celle des deux derniers frères puînés d’Alfonse, c’est-à-dire de Borso d’Este, né en 1605, et de Forest, marquis d’Este, né l’année suivante. Quoi qu’il en soit, le P. Stefonio, qui se plaisait à Rome, n’accepta cet emploi qu’avec peine et uniquement par obéissance. Il ne s’en fit pas moins aimer et respecter à Modène, où il mourut le 8 décembre 1620. Son confrère, le P. Giovanni Battista Ferrari, a fait son oraison funèbre, dans laquelle on voit qu’au moment de mourir, l’humble et modeste jésuite avait instamment prié qu’on brûlât tous ses écrits.

## Œuvres

### En vers
- Crispus, tragœdia, Rome, 1601, nous ne savons en quel format ; Pont-à-Mousson (suivant Moréri), 1602, in-16[1]; Naples, 1604 ; Lyon, 1604 et 1609 ; Anvers, 1608 et 1630, et ailleurs. Le héros et les autres personnages de cette pièce, qui obtint les plus vifs applaudissements, ont beaucoup de rapport avec ceux de l’Hippolyte d’Euripide et de l’Hippolyte de Sénèque. Aussi l’on prétendit que Stefonio avait ressuscité la tragédie antique. Le Napolitain Giuseppe Caroprese traduisit Crispus en vers italiens (Naples, 1615), et à l’occasion de quelques critiques, le P. Tarquinio Galluzzi, ami de l’auteur, publia : Rinovazione dell’antica tragedia e difesa del Crispo, discorsi, etc. Rome, imprimerie du Vatican, 1633, in-4°. Dans sa continuation de l’Histoire littéraire d’Italie, de Ginguené, Salfi est entré dans de longs détails (t. XIV, p. 228 et suiv.[2]), sur cette tragédie de Crispus qui est la meilleure du P. Stefonio.
- Flavia, tragœdia, Rome, 1621, in-16 ; Pont-à-Mousson, Sébastien Cramoisy, 1622, même format. Cette seconde édition, que M. Beaupré décrit dans ses Recherches (p. 350), ne diffère sûrement que par le titre de celle qu’on dit imprimée à Paris sous la même date et par le même Cramoisy. Cette pièce et la précédente ont été insérées dans les Selectæ PP. soc. Jesu Tragœdiæ, Anvers, J. Cnobbart, 1634, 2 vol. in-24. Elles sont dans le premier vol. qui est beaucoup moins rare que le second.
- Symphorosa, tragœdia, Rome, 1655, in-16.
- Posthuma carmina, ibid., 1655, in-16.

### En prose
- Orationes, ibid., 1620 et Cologne, 1621, in-16. Ce vol. contient : Oratio de laudibus beatæ Agnetis[3] Politianæ ; Laudatio in funere Flaminii Delphinii ; de Spiritus sancti adventu. Les deux premiers de ces discours avaient déjà paru, chacun séparément, en 1601 et 1606, in-4°. Un quatrième intitulé : Oratio de Christi Domini morte, prononcé en 1599, et adressé à Clément VIII, est compris dans un recueil du P. Giattini. Stefonio n’était pas aussi bon orateur que bon poète. On reproche à ses harangues un style trop fleuri, des beautés étrangères à l’art oratoire, etc.
- Posthumæ prosæ, Rome, 1658, in-12.
- Posthumæ epistolæ, cum egregio tractatu de triplici stylo ad amicum per epistolas misso, ibid., 1677, in-12. Dans sa jeunesse, le P. Stefonio avait composé, dans le genre macaronique, un poème qui avait pour titre : Macaronis Forza, très-vanté par Rossi et par d’autres. Il a été publié pour la première fois par Édélestand du Méril, Paris, Didier, 1869. En parlant de ce poème dans ses curieux Amusements philologiques (2e édit., p. 115) Peignot dit, par erreur, que l’auteur doit plutôt se nommer Sthetonio que Stefonio.